# Chiesa di Sant'Antonio Abate (Montevarchi)
La chiesa di Sant'Antonio Abate a Montevarchi era un antico edificio religioso che sorse tra la fine del Cinquecento e gli inizi del Seicento su un precedente ma più piccolo oratorio. Fu  sede della Compagnia di Sant'Antonio per quasi due secoli, ma in seguito venne sconsacrato e venduto a privati. Nel corso del tempo, fu utilizzato come stalla, magazzino e officina meccanica, oltre che come casa popolare. Alla fine degli anni ottanta, l'edificio fu acquistato dal Comune di Montevarchi e trasformato in quello che è oggi l'auditorium comunale.

## Antefatto

### La Banda dei quattro
Le prime notizie dell'esistenza in Montevarchi di una compagnia di laici sotto il titolo di sant'Antonio abate risalgono al 1549 quando, paradossalmente, la compagnia venne sciolta per andare con il suo patrimonio a costituire il Monte Pio. Ma nell'operazione di fondazione del Monte Pio i fratelli di Sant'Antonio non furono gli unici ad essere coinvolti perché infatti vennero sciolte e patrimonialmente inglobate anche le compagnie di Santa Maria del Pellegrinaggio e di San Ludovico. 

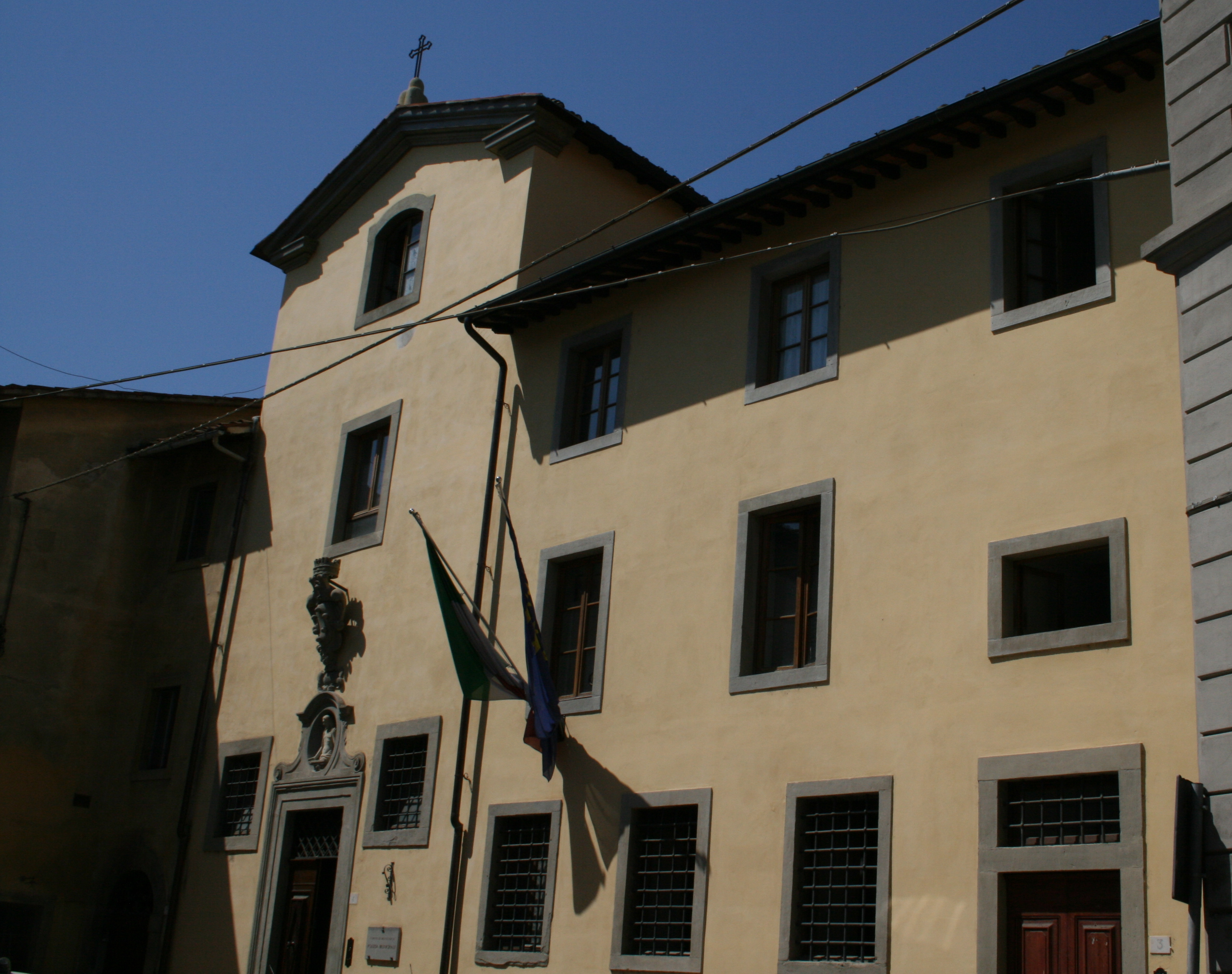
Il Monte Pio

La motivazione ufficiale di questo scioglimento forzato era che le tre compagnie versavano in stato di abbandono e che i loro beni erano mal amministrati e spesso fatti oggetto di speculazioni da parte di confratelli disonesti. In realtà dietro alla fondazione del Monte Pio stavano una serie di giochi politici e finanziari facenti capo alla Fraternita del Sacro Latte guidata all'epoca dal notaio e affarista montevarchino, ma oriundo di Bucine, Carlo Bartoli di Ser Prospero.
Il fatto è che il Bartoli e i suoi compari ossia Marchionne Soldani, governatore della Compagnia di Sant'Antonio, Antonio di Lodovico Nannocci, capo di quella di San Ludovico, e Cristofano di Salvatore Ceccherini, ras dei confratelli di Santa Maria del Pellegrinaggio, volevano unire le loro forze in un'unica istituzione che, occultamente manovrata dalla Fraternita del Latte, facesse il bello e il cattivo tempo in città. Diciamo pure che volevano dar vita a quella che oggi si definirebbe una lobby. Una lobby molto potente.
Come prima idea avrebbero voluto fondare un monastero di monache, diretto e gestito dalla Fraternita, che avrebbe dovuto servire a contrastare i loro avversari più ostici cioè la fazione dei Cennanini che faceva capo alla parrocchia rivale di Cennano mentre loro erano di San Lorenzo e per di più aspiravano a scalzare la famiglia dei Nacchianti dalla guida dei Laurenziani. E metter su un monastero avrebbe loro fatto guadagnare parecchia popolarità. Ma, per impedimenti di natura politica, furono costretti a ripiegare sul Monte Pio che comunque, divenendo il braccio finanziario della Fraternita, garantiva lo stesso alla "Banda dei Quattro" largo potere e grassi dividendi.
L'idea del convento fu comunque solo momentaneamente messa da parte e infatti, qualche anno più tardi, quando Cennano fu elevata a propositura e parificata a San Lorenzo e quindi la contesa tra le due fazioni si fece più serrata, la "Banda dei Quattro" ebbe il via libera per la fondazione del monastero di Santa Maria del Latte.

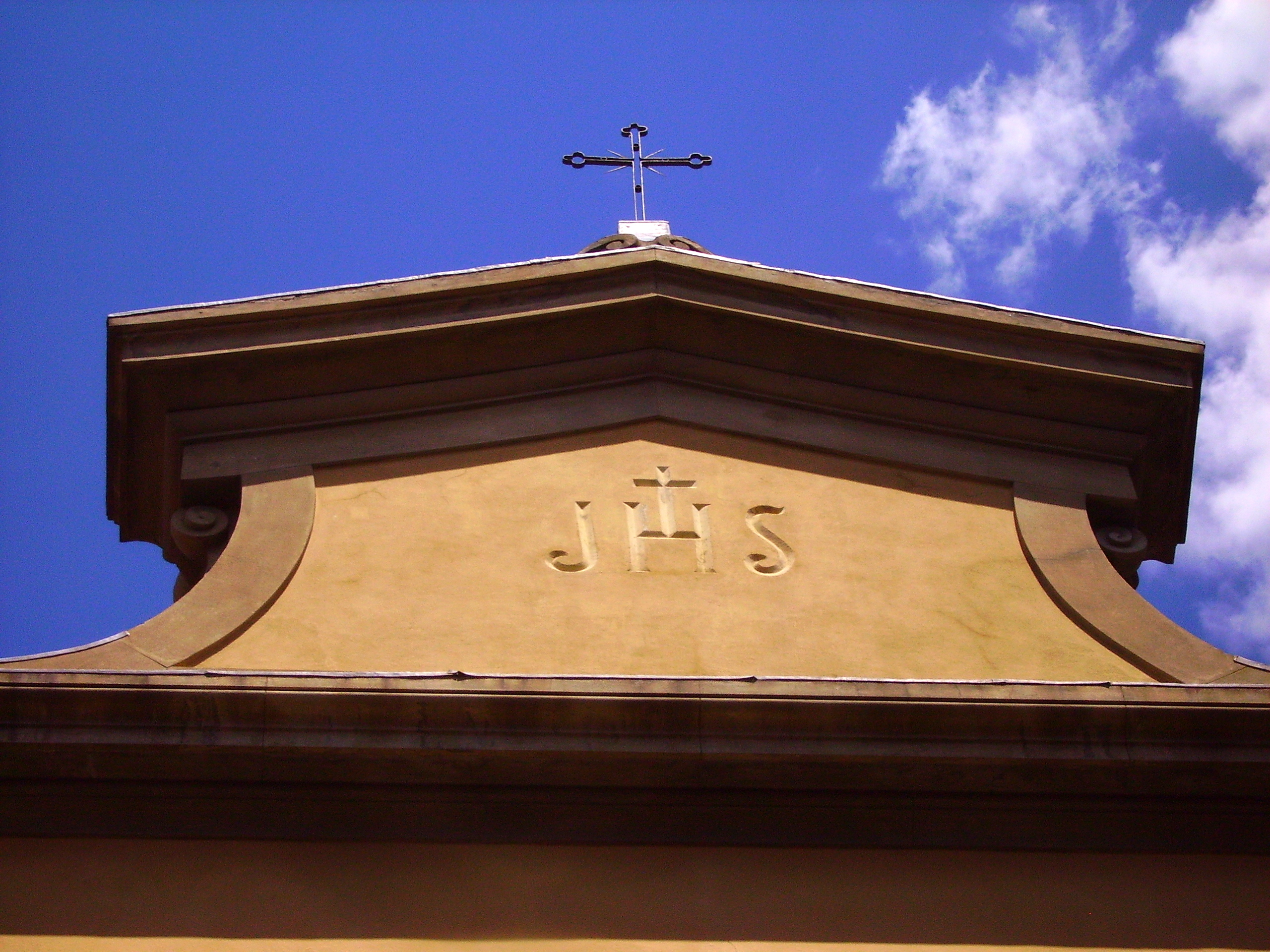
L'acronimo del Santo Nome di Gesù sulla facciata della chiesa del Redentore

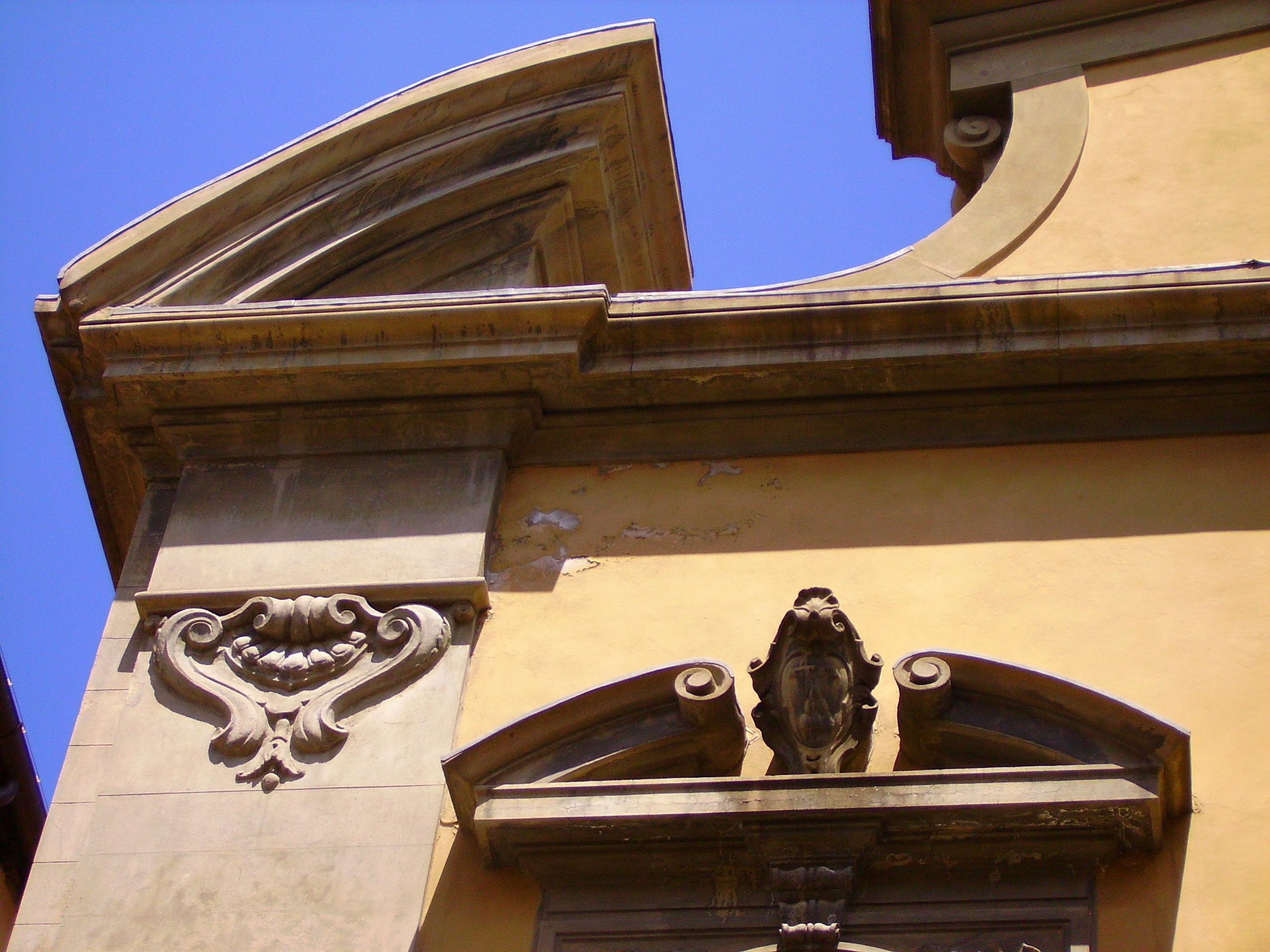
L'immancabile stemma della Fraternita del Sacro Latte su uno dei finestroni del Redentore

Che tutta l'operazione fosse forzosa e non direttamente legata ad esigenze religioso-organizzative è dimostrato dal fatto che il 24 maggio 1551 Carlo Bartoli e Baldassarre Soldani figlio di Marchionne fondarono una nuova compagnia intitolata al "Santo Nome di Gesù" che andò a prendere esattamente lo stesso posto della defunta Compagnia di San Ludovico ma senza più portafoglio. Infatti il "Santo Nome di Gesù" ebbe come sede proprio l'oratorio contiguo alla chiesa di San Ludovico che poi a metà Settecento diverrà l'attuale chiesa del Redentore. Ma soprattutto il nuovo simbolo della compagnia rappresentato dalle lettere I.H.S., appunto il nome di Gesù, era sormontato da un monte giallo segno di dipendenza dal Monte Pio. Una dipendenza ribadita dal garante della creazione di questa nuova compagnia ossia ser Lorenzo di Alessandro di Pierantonio Gheraldini, cancelliere del Monte Pio, che firmò in calce gli statuti redatti da Bartoli e Soldani.
Restavano però da sistemare gli ex confratelli di Santa Maria del Pellegrinaggio e dunque, nel 1563, venne creata, sempre dal Monte Pio, una nuova compagnia denominata "Compagnia della Croce" perché dedita alla venerazione della Via Crucis. La nuova confraternita venne anche lei assegnata all'oratorio accanto al convento e per farle posto fu sfrattata un'altra compagnia, chiamata dei "Fanciulli" perché si occupava di educazione infantile o degli "Azzurri" dal colore della cappa che indossavano i fratelli, che dovette emigrare in un altro oratorio, posedduto dalla Fraternita del Latte, in Via di Marte o Via Marzia chiamata così perché ospitava le caserme della guarnigione militare di stanza a Montevarchi.
Infine nel 1563 fu rifondata anche la compagnia di Sant'Antonio da Jacopo di Francesco di Marchionne Soldani ossia dal nipote di quel Marchionne che neanche 15 anni prima l'aveva sciolta. Tutto in famiglia insomma e sempre sotto l'egida del Monte Pio. Si legge infatti nel manoscritto delle deliberazioni del "consiglio d'amministrazione" del Monte Pio alias gli Operai del Monte, in data 18 aprile 1563, che «Messer Jacopo di Francesco di Marchionne Soldani, uno delli sette uomini sopra lo edificare et creare una nuova Compagnia per di notte dimandandoli sia donata la Compagnia vecchia di S. Antonio che è in Via Cennano, e gli Operai gliene donano con che sia fatta detta Compagnia e non siano rimosse dalla medesima le statue di Sant'Antonio e di San Sebastiano che qui vi si trovano».
Per mascherare il fatto che il Monte Pio ridava vita alla stessa compagnia che pochi anni prima aveva fatto di tutto per chiudere, la compagnia di Sant'Antonio prese anche il titolo de "l'Assunta" perché doveva celebrare solennemente il Ferragosto e il titolo di "Compagnia per di notte" perché i confratelli dovevano riunirsi all'alba ogni domenica e giorno festivo per recitare il "Mattutino" prima dell'inizio del normale ciclo di messe. Ma, nonostante tutto il maquillage propagandistico, parlava chiaro di per sé il fatto che la sede della compagnia di Sant'Antonio (nuova) fosse l'oratorio della compagnia di Sant'Antonio (vecchia).

### L'Oratorio di Via Cennano

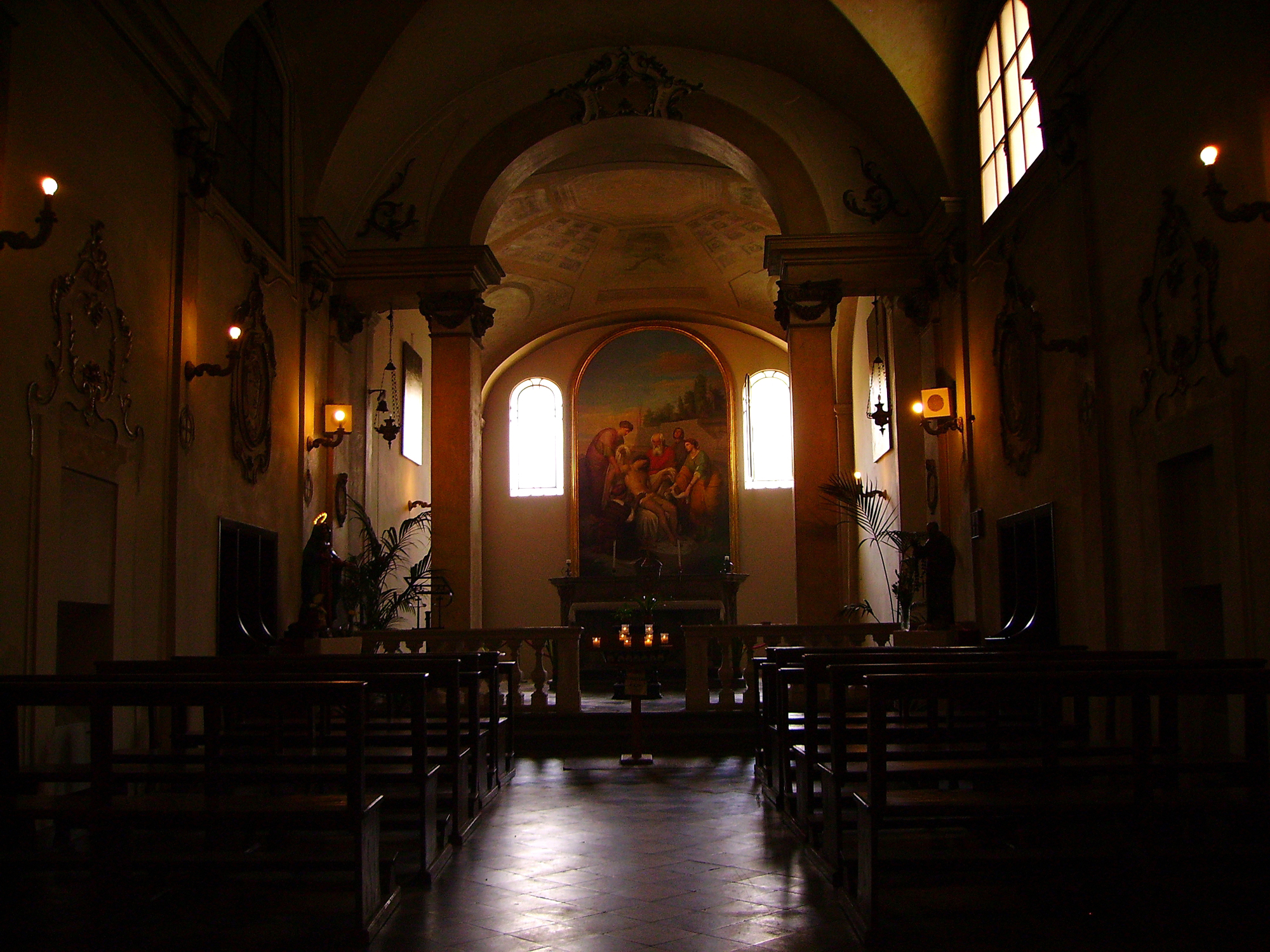
Come si presenta oggi la ex Chiesa della Monache

L'Oratorio di Sant'Antonio in via Cennano, di cui non si conosce la data di consacrazione che potrebbe però coincidere con quella altrettanto ignota della fondazione della Compagnia, si trovava quasi all'inizio della via non lontano dalla Chiesa di Sant'Andrea a Cennano. E proprio la strategicità di questa posizione, allo scoppio della faida paesana tra Cennanini e i Laurenziani nel 1557, ne segnò la sua inesorabile fine.
Infatti la Fraternita del Latte e il Monte Pio, rigorosamente Laurenziani, decisero di edificare proprio accanto al piccolo oratorio il monastero agostiniano di Santa Maria del Latte la cui chiesa, oggi Chiesa della Misericordia, nel 1563 andò ad inglobare proprio la cappellina di Sant'Antonio che poi le monache, per secoli, utilizzarono come sagrestia. Il culto del santo però non scomparve del tutto almeno agli inizi.
Nell'archivio della Collegiata, in un registro intitolato "Entrate e Uscite del Rev. Capitolo di S. Lorenzo della Terra di Monevarchi" alla voce relativa al 13 novembre 1620 si legge: «Alle Mo[lto]. Rev[eren].de Monache di S. Maria del Latte di Montevarchi lire quattordici quante sono per la solita ufficiatura nella Cappella di S. Antonio Abate posta nella loro chiesa per tutto un anno maturo per tutto il passato mese di ottobre. Obbligo del nostro Capitolo col Monte di Pietà di Montevarchi».  

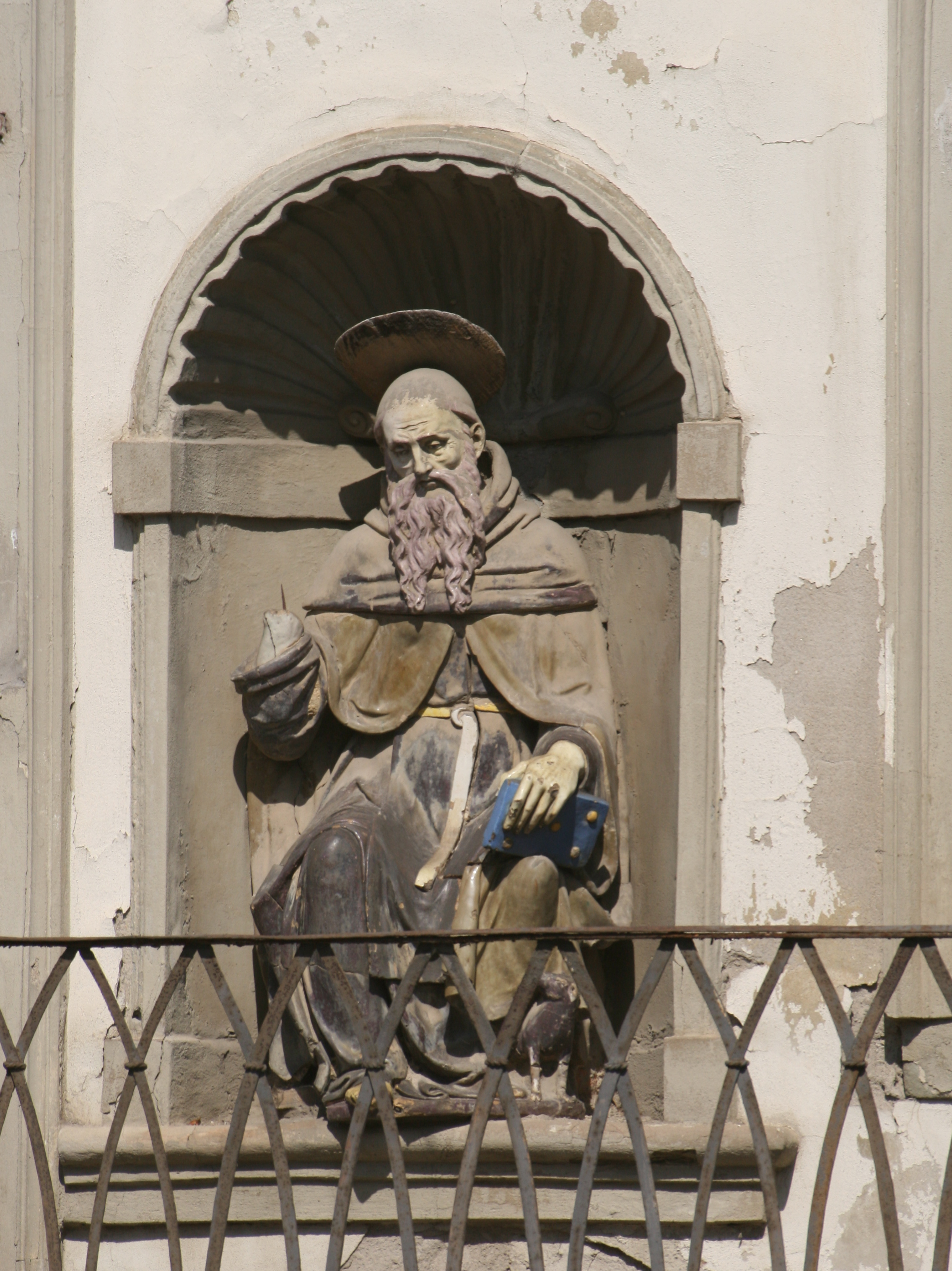
Il Sant'Antonio robbiano di marzacotto

Secondo Prospero Maria Conti, preposto di San Lorenzo e cronachista della fine del Settecento, «questo Oratorio sotto il titolo di S. Antonio dovette avere il suo principio dopo il 1400. Quantunque noi non abbiamo memoria della sua fondazione avendo quella della sua soppressione nel 1549 nel qual tempo lo troviamo dotato di molti pezzi di terra, par verosimile che avesse la sua origine nel secolo precedente. Detto Oratorio si vede ancora come era allora essendo stato rinchiuso nella clausura delle Monache, le quali tengono i telai ed è lungo braccia 17 e largo 12. Si vede però che era fuori delle mura castellane e se per entrarvi fecero forse la porta alla medesima muraglia castellana alla quale è attaccato convien credere che per entrarvi uscissero prima fuor de' le mura e facessero una breve girata da qualche porta ivi vicina. Egli ha per confine l'orto che ora è del Parigi, terzo e quarto l'orto delle monache. La casa che ora abita il fattore delle monache era di questo oratorio e fu venduta alle monache dal Monte Pio il quale tira ogni anno dal Monastero uno staio di Grano per il luogo della sagrestia».
Fatto sta però che l'arrivo delle monache significò lo sfratto per la Compagnia di Sant'Antonio che il Monte Pio parcheggiò in via Marzia nell'Oratorio della Compagnia degli Azzurri. Infatti gli Operai del Monte «addì 31 marzo 1564» siccome «una buona quantità di uomini e contadini di Montevarchi domandano li sia concessa la Compagnia detta degli Azzurri in via di Marzo per potervi istituire la Compagnia di S. Antonio gli Operai la concedono» ma «la fanno rassettare a loro spese».
La decisione non fu comunque senza conseguenze. La compagnia dei Fanciulli che per molto tempo, anche se è impossibile stabilire con certezza da quanto, si era fatta carico della scolarizzazione di base dei piccoli montevarchini senza distinzione di censo come da statuti cittadini, venne sciolta e aggregata a quella del Santo Nome di Gesù che dunque prese anche, al posto degli Azzurri, a fornire strumenti educativi. Da quel momento in poi però, gli ammessi alle lezioni e ai corsi scolastici, erano non più tutti i bambini della comunità ma solo i figli delle famiglie dell'oligarchia montevarchina.
I lavori di ristrutturazione e adattamento della chiesa dovettero andare piuttosto a rilento se solo nel 1581 la compagnia ottenne la licenza «che si cavi l'immagine di S. Antonio di marzacotto dalla Compagnia di Via Cennano e si porti nella nuova Compagnia di Via di Marzo». Certo è che l'8 aprile 1602 il consiglio di amministrazione del Monte Pio «vede una supplica che fa il Governatore e uomini della Compagnia di S. Antonio di domandare a livello un casalone di fraternita lungo le mura castellane vicino alla Porta del Mulino che comincia dalla sagrestia di detta Fraternita et arriva alla tinaia del Sigoni. Onde detto dì si vede fatto partito dagli Operai di concederli a livello per libbre due di cera bianca veneziana l'anno».

## La Chiesa di Sant'Antonio
La vera e propria Chiesa di Sant'Antonio aveva il suo ingresso in Via Marzia e vi si accedeva tramite alcuni scalini che davano su un piccolo sagrado probabilmente ricoperto da un loggiato. Dal portone principale si entrava in un piccolo vestibolo da cui partivano le scale che portavano fin su al campanile a vela. Ma il vestibolo, sulla destra, aveva anche un altare arricchito da un quadro del pittore montevarchino Michelangelo Vestrucci e «io non credo d'ingannarmi supponendo essere fattura dei suoi pennelli un quadro maggiore e più stimabile nell'altare dell'antico Oratorio che presentemente serve di sagrestia alla moderna chiesa della Confraternita di S. Antonio Abate. Rappresentasi in esso il Santo Abate assiso in aria nobile e maestosa con la destra alzata in atto di benedire, col pastorale nella sinistra e con due graziosi putti che sorreggono in alto, sulla di lui testa, quanto si può dir bella una mitria, ed esso, sopra l'abito monacale di color tané abbigliato, si vede d'un piviale di ricchissimo drappo. Questo lavoro è fatto nel 1600 leggendosi in alto a man destra del magnifico Altare, tutto in legno intagliato, queste parole: "Fratrum Sumptu" ed alla sinistra "Anno Jubilaei MDC"».
La chiesa era a navata unica con tetto a capriate e con l'abside che si affacciava su via Sant'Antonio che corrisponde, ad oggi, al segmento di via Trieste tra via Palloni e Piazza XX Settembre. Dunque il retro della chiesa era appoggiato sulle antiche mura di Montevarchi. Prendeva luce, nella parte posteriore, da due finestroni rettangolari sormontati da una rostra a vetri affiancati da due finestre rettangolari munite di inferriate che riproducevano specularmente due identiche finestre sulla facciata. Sulle pareti laterali si aprivano due piccole finestre rettangolari munite di una cornice in pietra, segno che all'epoca la chiesa superava in altezza gli edifici circostanti.
Nella parete dell'ingresso interno è ancora visibile, sebbene quasi cancellata, una pittura a tempera raffigurante la Madonna del Conforto la cui immagine originale è conservata e venerata in Arezzo. Al di sotto, sull'architrave della porta di accesso, un'incisione "CONR. VM REPARATUR A.D. MDC" indica la data di fine dei lavori di ristrutturazione che, evidentemente, dal 1564 si protrassero fino al 1600.

## La bufala di San Cesareo

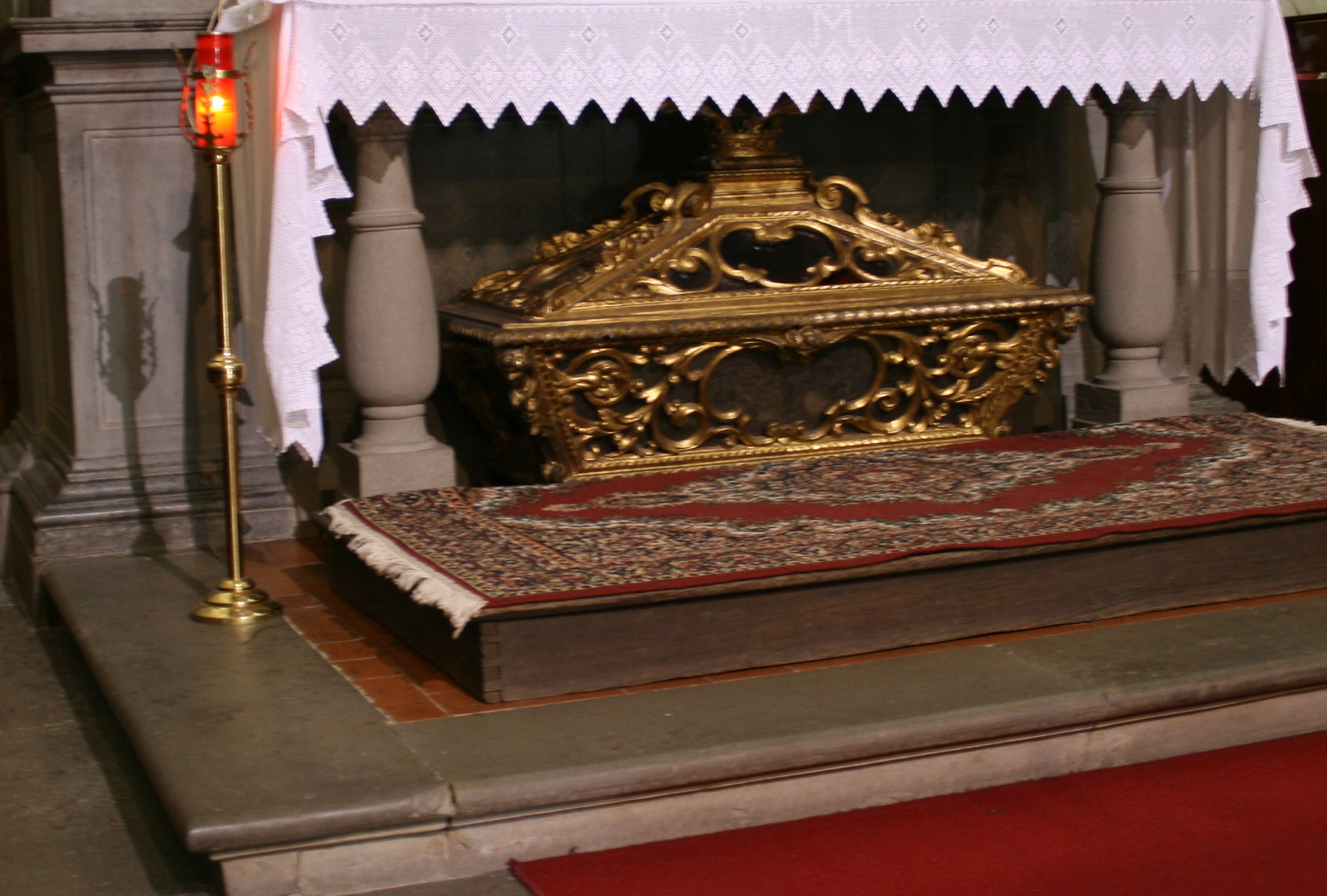
La teca con le spoglie di Sant'Onorio nella chiesa del Giglio

Quando, agli inizi del XVII secolo, a Roma nacque o rinacque l'interesse per l'archeologia protocristiana e si presero a scavare le Catacombe, a Montevarchi tutte le varie chiese cittadine fecero a gara per venire in possesso delle ossa di qualche martire o santo che fosse. La Collegiata si aggiudicò quelle di una certa Santa Giustina, Santa Maria al Giglio ebbe invece un Sant'Onorio e San Ludovico un San Mauro o un San Fabrizio. Dunque anche i fratelli di Sant'Antonio ne vollero avere uno.
Secondo una relazione manoscritta conservata nell'archivio della Collegiata, databile attorno al 1660 e redatta da Giuseppe di Piero Del Vita fratello del governatore della compagnia, i santantonini incaricarono il frate Girolamo Puri da Montevarchi, cappuccino nel convento di Siena, perché si interessasse presso la curia romana per ottenere, previo ovvio pagamento, le ossa di qualche martire. Fra Girolamo si mise in contatto con il cardinale Giannetti che, cristianamente e devozionalmente, fece avere al pio cappuccino le spoglie mortali di Cesareo, santo e per giunta martire. O almeno così disse il Puri. Peccato però che un cardinale Giannetti non sia mai esistito, né nessuno con quel nome o con un nome simile sia mai stato fatto cardinale, dunque o era stato truffato il Puri o il Puri aveva truffato la compagnia.

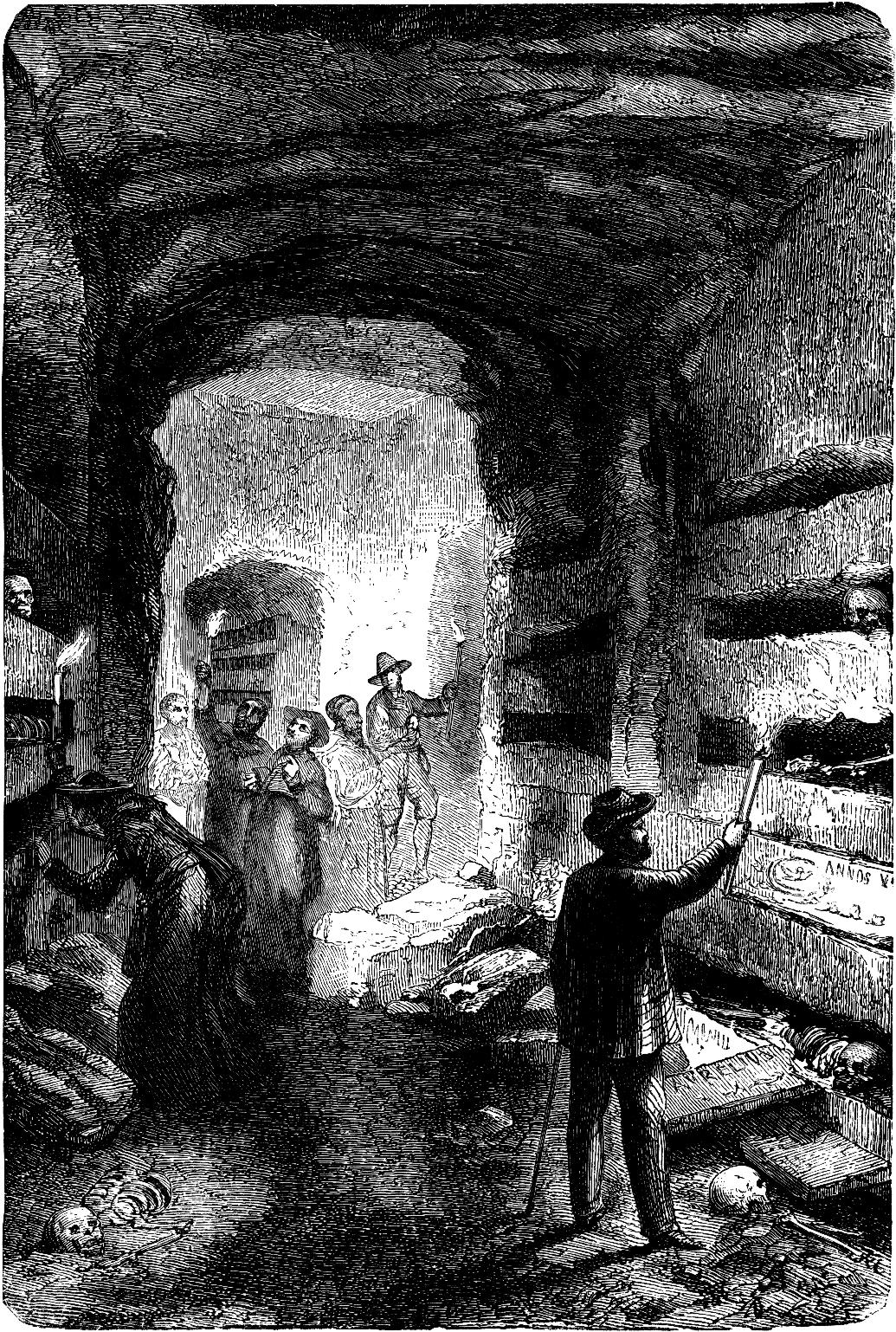
Prelati in visita alle catacombe napoletane

La storia stava comunque in piedi perché si reggeva su una leggenda riguardante la vita del padre oratoriano Giovanni Severano, archeologo e studioso nonché autore di un fondamentale testo dal titolo "Roma Sotterranea", che, più di un secolo prima, si diceva fosse stato contattato da un fantomatico cardinale Giannetti, legato di Urbano VIII per non ben precisate questioni politico-diplomatiche, che lo voleva nel suo staff ma che il Severano avesse rinunciato per non sottrarre tempo ai suoi studi. Era però solo una leggenda metropolitana legata alla biografia romanzata di Severano ma tanto bastò per convincere i fratelli di Sant'Antonio. C'era il papa, c'era il cardinale, c'era lo studioso di catacombe, c'erano delle ossa che sembravano antiche: la bufala era bell'e che confezionata. E bevuta.
Le ossa dunque da Roma furono portate al convento dei Cappuccini di Siena e da qui, accompagnate da fra Girolamo e fra Riccardo da Lucca, passarono al Convento dei Cappuccini di Montevarchi dove rimasero esposte per otto giorni.
Nel frattempo il governatore della compagnia nominò quattro fratelli per svolgere le necessarie formalità per l'autenticazione della reliquia presso la curia di Fiesole. I quattro, che presero il titolo di "sopracciò", erano: Soldano Soldani pronipote di quel Marchionne della "Banda dei Quattro", Smeraldo Vestrucci parente di quel Michelangelo Vestrucci autore della tela di Sant'Antonio, Simone di Vanni Villomedi e Lorenzo di Domenico di Tanzio. Il governatore Francesco Del Vita e Simone Villomedi furono invece coloro che fisicamente andarono a prendere le spoglie del Cesareo ai Cappuccini e le portarono a Firenze in Santa Maria in Campo dal vescovo Roberto Strozzi per l'autenticazione. Evidentemente la truffa era stata organizzata ad arte e probabilmente i documenti della curia romana che dichiaravano il falso erano comunque autentici altrimenti non si spiegherebbe perché la curia di Fiesole, storicamente pignola su tutte le questioni montevarchine, dette il suo assenso senza fare troppe domande.
Con il nihil obstat del vescovo in tasca, e un'urna funeraria nuova di zecca procurata chissà come da Smeraldo Vestrucci, il 22 maggio 1666 l'allegra brigata fece ritorno a Montevarchi e naturalmente, dovunque l'urna sostasse, si verificarono prodigi e miracolose guarigioni stando almeno alla cronaca di Giuseppe di Piero Del Vita. E, caso strano, uno di questi miracoli avvenne proprio in casa di Piero Del Vita padre del dunque quasi-miracolato cronachista. Il 24 maggio l'urna, che era stata ricondotta al convento, con una gran processione di popolo e di clero e di tutte le compagnie cittadine venne prelevata e portata alla Chiesa di Sant'Antonio. Gran ciambellano della celebrazione il proposto della Collegiata: Francesco di Giovanni Soldani.

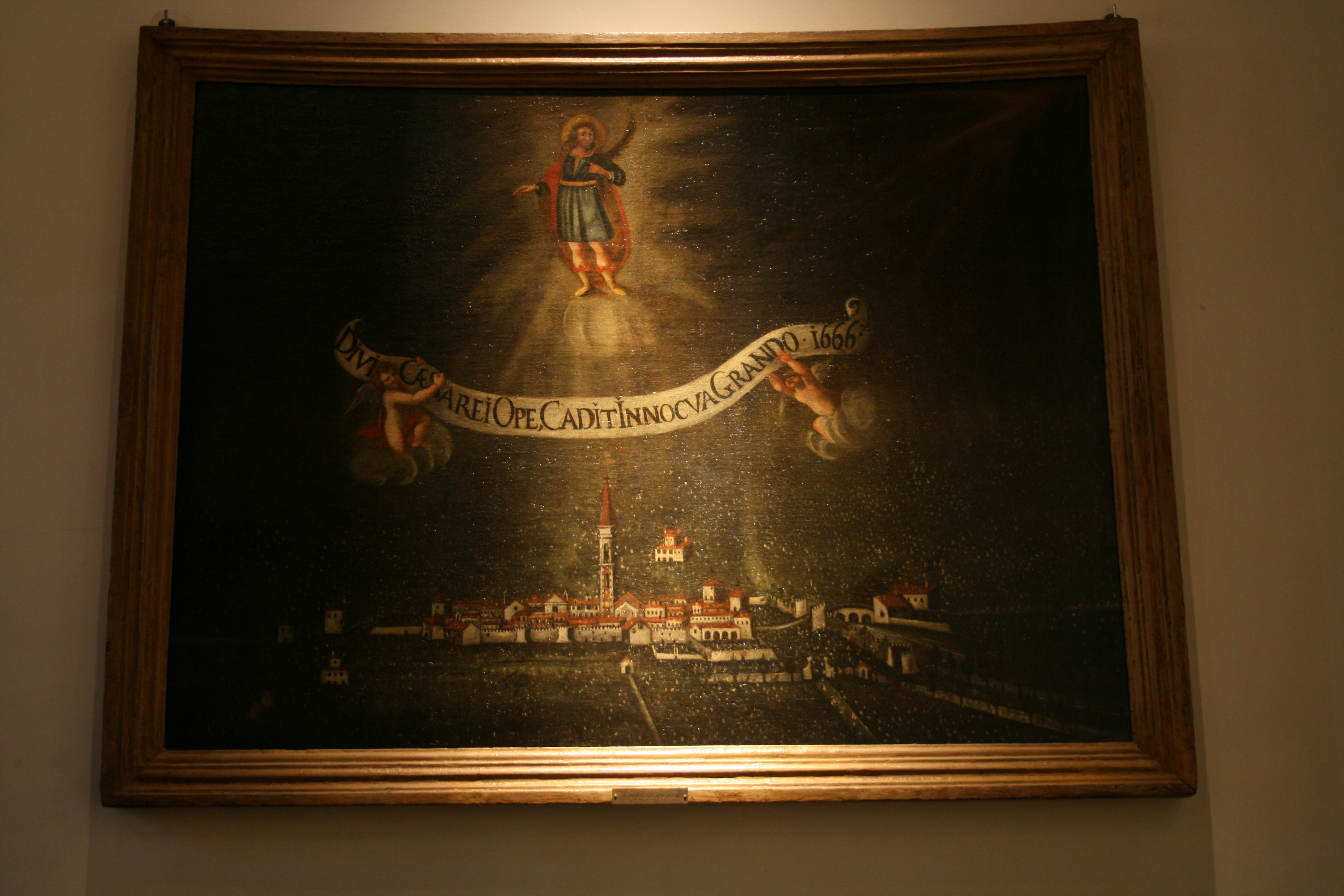
Il Miracolo di San Cesareo

Ma la bufala di San Cesareo non finisce qui. Scrive il Soldani, raccontando del trasporto della reliquia, che «per la strada si fece uno strano tempo con gran vento e acqua e grandine: il procaccia trovossi a mal partito, raccomandandosi a Dio e al glorioso Santo Cesario Martire si spezzò quelle nuvole e cessò l'acque per merito del glorioso Santo». Curioso che proprio in data 1666 venne realizzato un quadro o un ex voto, oggi esposto nel museo della Collegiata, in cui si vede San Cesareo che stende la destra su Montevarchi per proteggerla da quella che sembrerebbe una terribile grandinata. E ancora più interessante è notare il fatto che il quadro venne commissionato direttamente all'autore dalla Fraternita del Latte.
Questo perché la Fraternita voleva a tutti i costi dimostrare che se anche le reliquie minori dispensavano grazie figuriamoci che potenza doveva avere la loro che era nientemeno che il Sacro Latte di Maria. Infatti i fratelli del latte vollero subito che il quadro prendesse ufficialmente parte alla Festa del Latte e dunque per oltre un secolo il presunto Miracolo di San Cesareo venne esposto in piazza durante la festa e, per la grande processione, veniva portato a spalla dai fratelli di Sant'Antonio per tutta la città fino alla "Madonna del Cardellino" ossia un tempietto che si trova ancora in Piazza Garibaldi e che prende questo nome dal fatto che il Gesù Bambino in collo a Maria tiene in mano un uccellino.

Difficile dire se i fratelli di Sant'Antonio fossero al corrente fin dall'inizio della truffa delle ossa del martire ma certo è sospetto questo essersi affidati agli amici degli amici per poterle reperire. Sapevano infatti benissimo, soprattutto i canonici montevarchini, che la curia romana non cedeva a cuor leggero certe reliquie e soprattutto non le affidava ad oscure e inaffidabili confraternite laicali. D'altra parte la compagnia ne aveva un estremo bisogno per poter salire di grado nella scala gerarchica delle confraternite montevarchine ed avere un posto d'onore all'evento più importante dell'anno: la festa paesana.
Altrettanto difficile è dire se quella grandinata innocua raffigurata nel quadro sia quella che prese, ma lontano da Montevarchi, a chi scortava la reliquia, oppure un'altra caduta magari l'estate o l'autunno di quell'anno oppure ancora che non sia mia realmente piovuta ma visto e considerato che in Valdarno le grandinate sono piuttosto frequenti e raramente davvero dannose rimane più logico credere che la storia del miracolo sia stata quantomeno una enfatizzazione di eventi più che naturali. Una esagerazione che sortì comunque l'effetto sperato: i santantonini divennero parte importante della Festa del Sacro Latte. E all'epoca, a Montevarchi, un posto di primo piano nella processione significava potere.

## La soppressione delle confraternite e il destino della chiesa

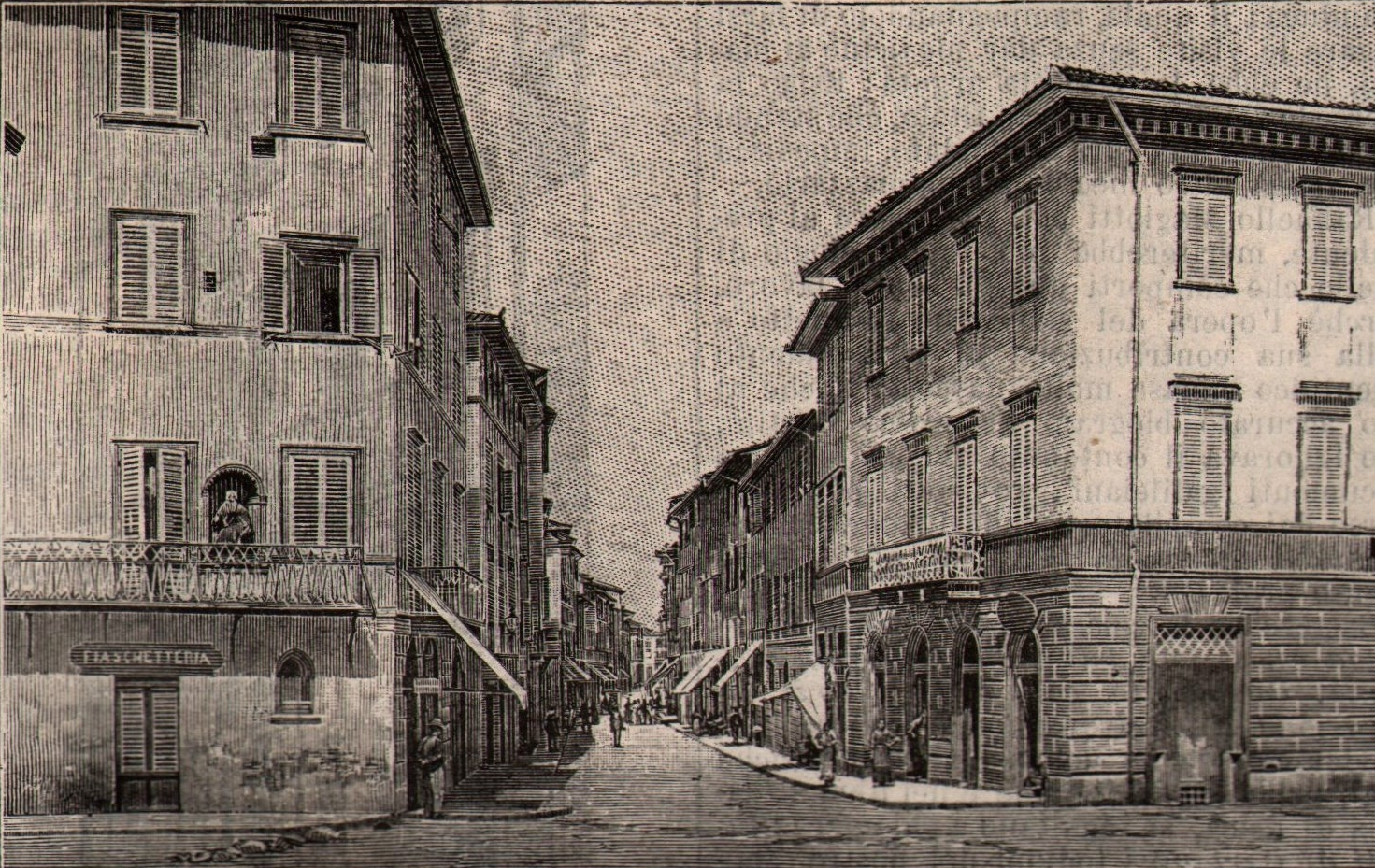
L'accesso a via Roma con, sulla sinistra, la statua di Sant'Antonio

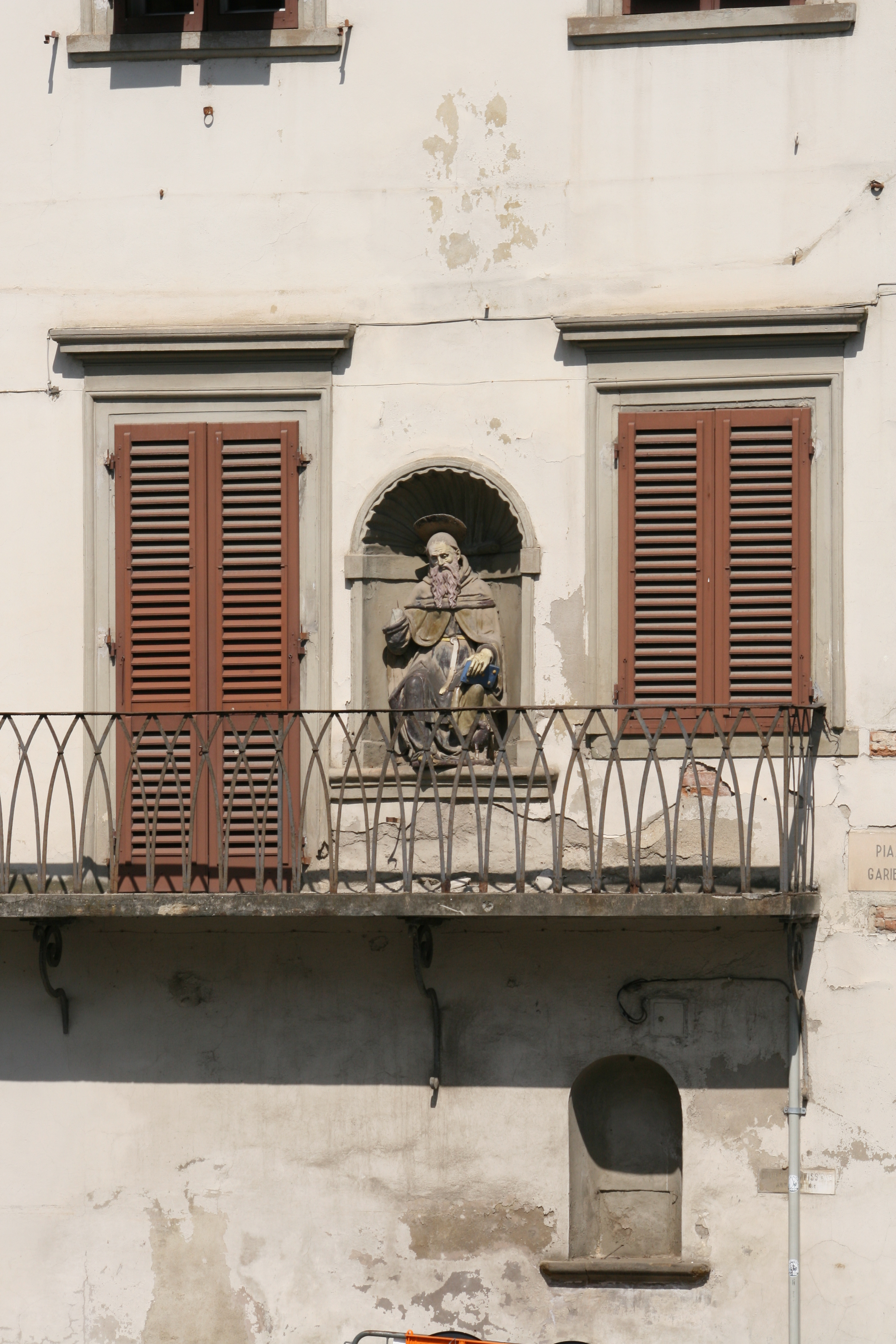
La statua di Sant'Antonio oggi

Quando nel 1785, per decreto del granduca Pietro Leopoldo, vennero sciolte tutte le confraternite e gli ordini religiosi contemplativi, la chiesa di Sant'Antonio, che apparteneva alla regina delle compagnie montevarchine disciolte ossia la Fraternita del Latte, venne sconsacrata e venduta all'asta.
Lo smantellamento della struttura non fu però indolore. Sparì infatti il quadro di Vestrucci e la statua di Sant'Antonio in marzacotto venne spostata e murata sulla facciata esterna di Palazzo Benini all'imbocco di via Roma dove, nella ricollocazione, perse una mano e il porcellino che stava ai piedi del santo.
Comprata, venduta, manipolata più volte nel corso di tutto l'Ottocento, la ex chiesa fu a un certo punto tagliata ai 2/3 dal pavimento per ricavarne case popolari. Sotto, la parte che dava su via Trieste, venne prima adibita a magazzino di mobili e infine ad officina e, per permettere l'accesso di carri e di auto, fu abbattuta l'abside e al suo posto venne ricavata un'apertura. L'antico vestibolo invece, con ingresso in via Marzia, venne separato e usato per gli scopi più diversi.
Questo finché negli anni ottanta non intervenne il Comune di Montevarchi che, riappropriandosi dell'edificio, lo riportò alla forma originaria recuperando quanto più era possibile, soprattutto le capriate in legno e il campanile che stava cadendo a pezzi, e trasformandolo in auditorium comunale. Il costo del progetto, non è chiaro se preventivato o definitivo, fu, all'epoca, di 770 milioni di lire. Un'enormità ma d'altra parte, con l'abbattimento del Regio Teatro, Montevarchi era rimasta senza un auditorium da oltre 30 anni.

## La riforma e la salvezza della Compagnia
Per evitare la soppressione la Compagnia di Sant'Antonio si aggregò alla Compagnia del SS. Sacramento della parrocchia di Cennano assumendo la qualifica di "compagnia di carità" la cui categoria non era minacciata dal decreto granducale. Dovette però riformare i suoi statuti e adeguarsi alle nuove disposizioni in materia di associazionismo religioso. Ma lo fece con successo e il 21 aprile 1792, la rinnovata "Venerabile Compagnia del SS. Sacramento sotto il titolo di Sant'Antonio Abate nella Chiesa Prepositura di Sant'Andrea a Cennano" ottenne l'approvazione della Segreteria del Regio Diritto.
Secondo i nuovi regolamenti la montura ufficiale dei confratelli consisteva in una cappa bianca con cappuccio legata ai fianchi da un cordoncino di colore rosso. Dal 1825, per essere stata affiliata all'Arcinconfraternita dei Pellegrini di Roma, i santantonini poterono indossare sopra la cappa anche una mozzetta sempre di colore rosso detta "pellegrina". Lo stendardo della compagnia era un labaro di seta bianca con l'effigie di Sant'Antonio.
Il computo totale dei fratelli non poteva superare il numero di 60 e le cariche del consiglio prevedevano un Governatore, un Camarlingo cioè il cassiere, un Provveditore, due Aiuto-provveditore, due Consiglieri, due Maestri dei Novizi, due Sagrestani e Mazzieri, due Infermieri, due Cantori, un Crocifero e un Servo.
La festa della compagnia restava fissata al 17 gennaio e i "festaioli", gli organizzatori, avevano il permesso di recarsi per le campagne per la raccolta delle offerte ma soprattutto del grano che sarebbe servito a confezionare i tradizionali panini di Sant'Antonio, benedetti in chiesa e poi distribuiti ai fedeli.
Alla messa del 17 i contadini portavano sacchetti di foraggio, di granturco o di altre granaglie che venivano benedetti e che successivamente erano mescolati alle pasture degli animali, da carne o da latte, per buon auspicio. Per le bestie da lavoro invece, fuori della chiesa dove erano state radunate, si procedeva alla benedizione solenne dopo la fine della cerimonia.
La Compagnia di Sant'Antonio, sebbene ridotta nel numero e nelle attività, è ancora attiva a Montevarchi ed è dunque, ad oggi, la più antica e la più longeva associazione cittadina.